# Trebinje
Trebinje (kyrilliska: Требиње) är en stad i kommunen Trebinje i Serbiska republiken i södra Bosnien och Hercegovina. Staden ligger vid floden Trebišnjica, cirka 83 kilometer sydost om Mostar. Trebinje hade 23 770 invånare vid folkräkningen år 2013.
Av invånarna i Trebinje är 94,00 % serber, 2,84 % bosniaker, 0,85 % kroater och 0,85 % montenegriner (2013).
I närheten av Trebinje ligger det berömda serbisk-ortodoxa klostret Tvrdoš från 1400-talet.

## Anmärkningsvärda personer
- Dzeny, sångerska och filantrop
- Mićo Ljubibratić, voivode
- Asmir Begović, fotbollsmålvakt

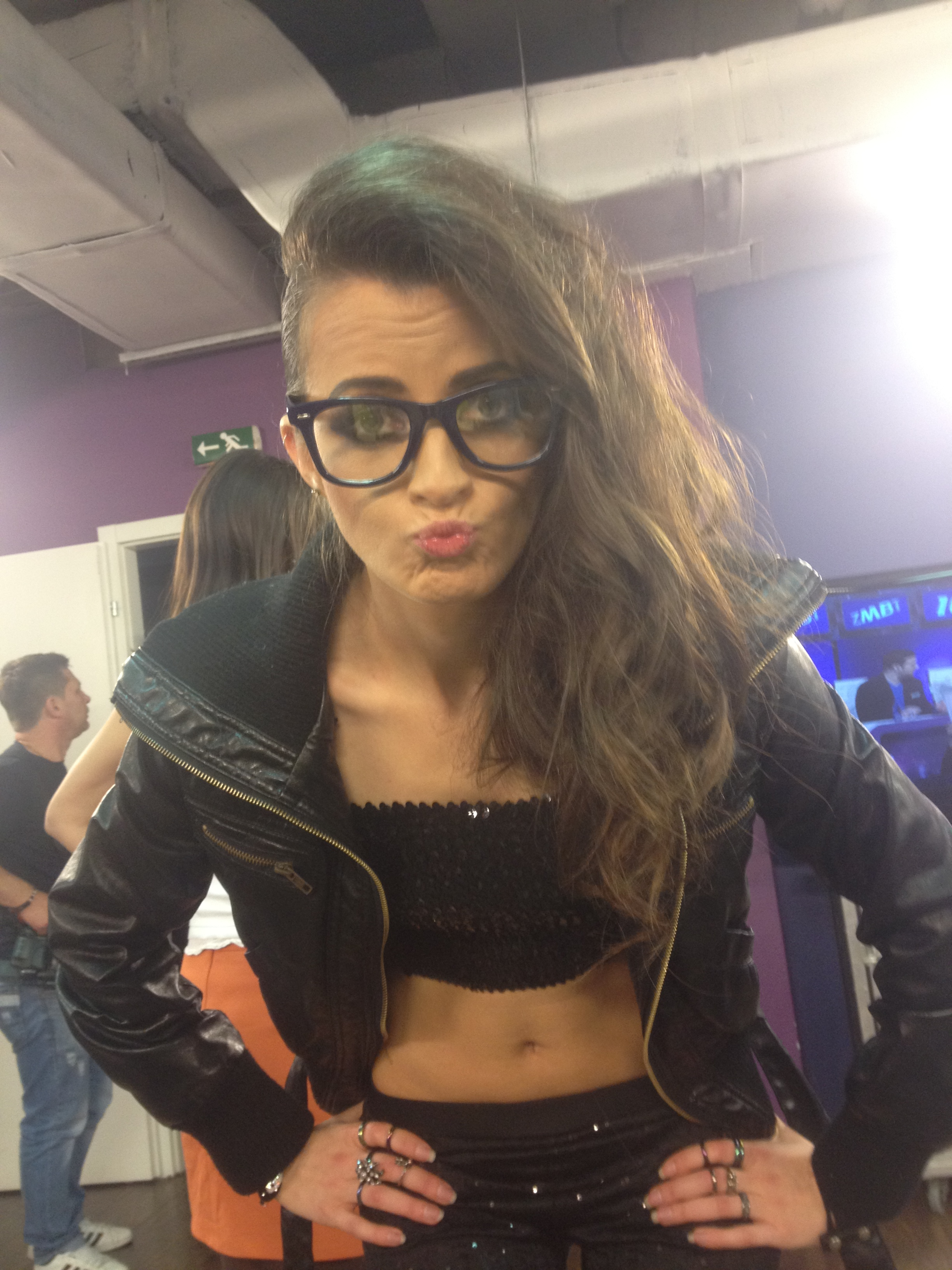
Dzeny

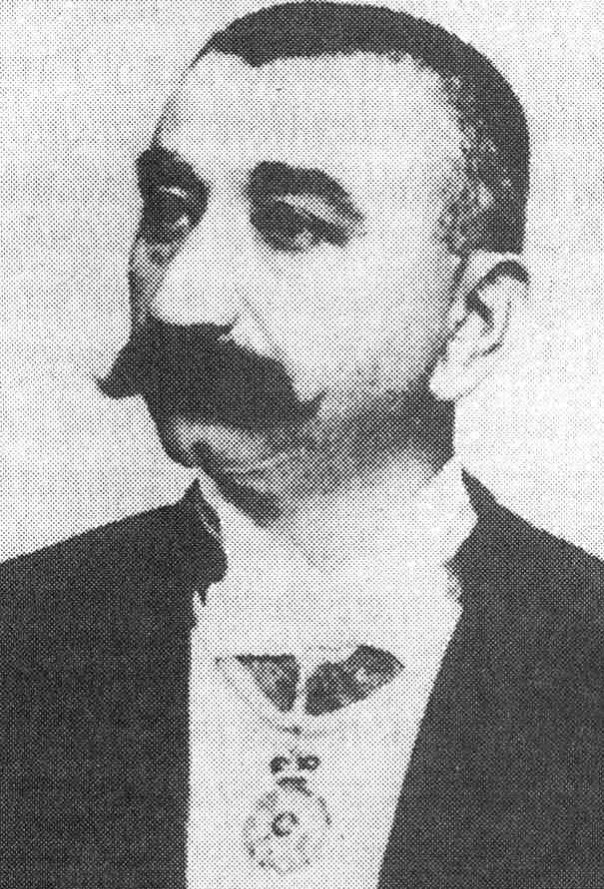
Luka Ćelović

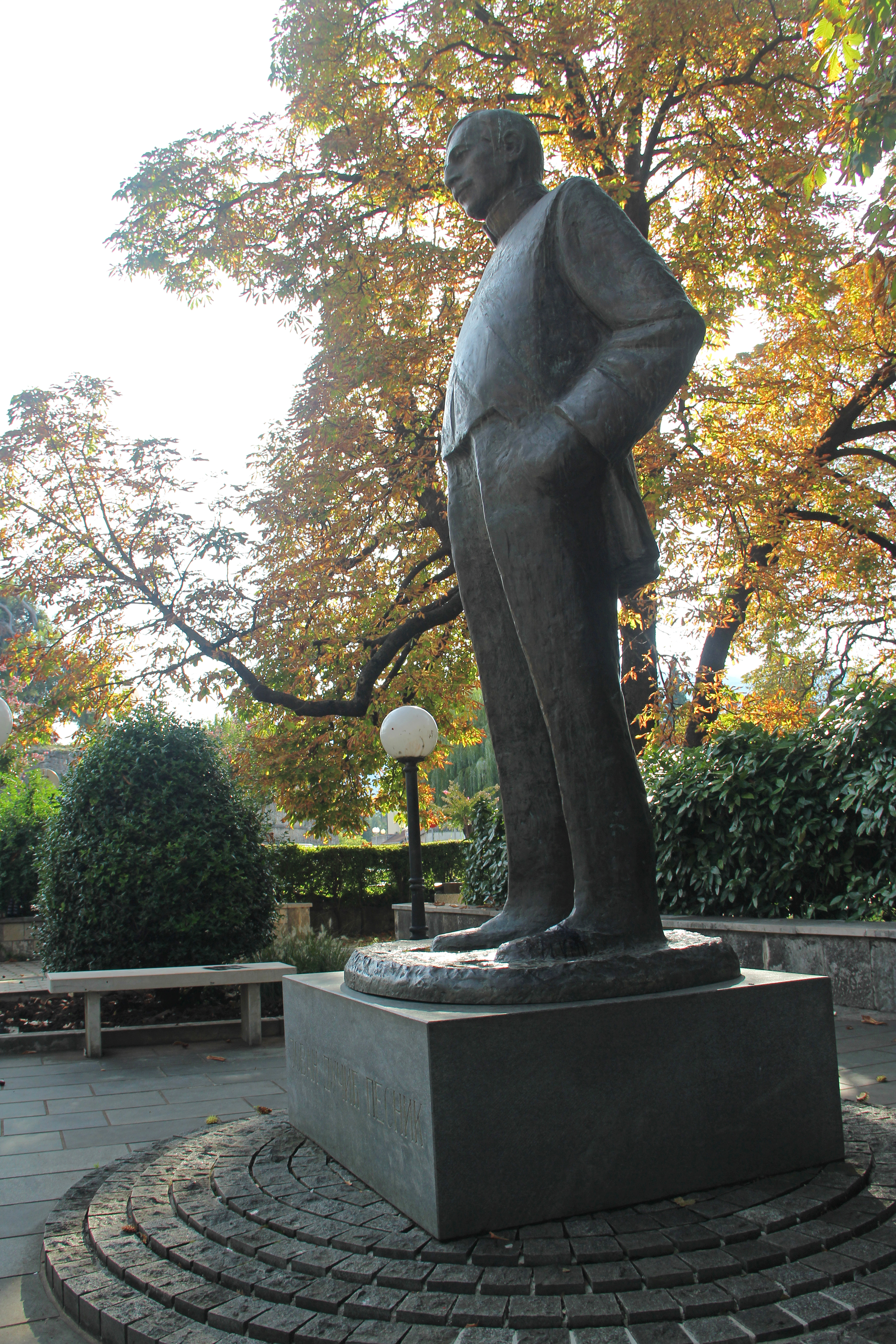
Jovan Dučić

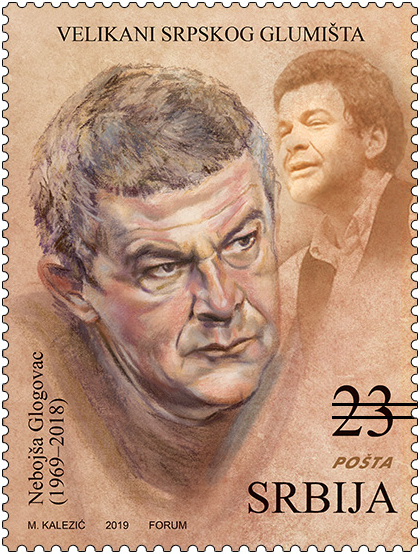
Nebojša Glogovac

- Beba Selimović, sevdalinka sångerska
- Boris Savović, basketspelare
- Branislav Krunić, fotbollsspelare
- Ivana Ninković, Olympisk simmare
- Nataša Ninković, Serbisk skådespelare
- Jovan Deretić, historiker
- Jovan Dučić, poet och diplomat
- Luka Ćelović, businessman och filantrop
- Nebojša Glogovac, Serbisk skådespelare
- Uroš Đerić, fotbollsspelare
- Semjon Milošević, fotbollsspelare
- Igor Joksimović, fotbollsspelare
- Siniša Mulina, fotbollsspelare
- Srđan Aleksić, ammatörskådespelare
- Vladimir Gudelj, fotbollsspelare
- Arnela Odžaković, karateka
- Vladimir Radmanović, Serbisk NBA-spelare, Världsmästare
- Sabahudin Bilalović, basketspelare
- Bogić Vučković, rebelledare
- Mijat Gaćinović, Serbian fotbollsspelare, World U-20 och European U-19 mästare
- Marko Mihojević, fotbollsspelare
- Tijana Bošković, Serbian volleyballspelare, världs- och europeisk mästare, silvermedaljör på 2016 Summer Olympics
- Momčilo Mrkaić, fotbollsspelare
- Ratomir Dugonjić